# Josep Maria Mauri
Josep Maria Mauri i Prior (n. 21 octombrie 1941, Alzina⁠(d), Catalonia, Spania) este un preot catolic spaniol din Catalonia și actualul reprezentant personal al Co-prințului de Andorra, arhiepiscopul Joan Enric Vives Sicília.
S-a născut în 1941 în Alzina de Moror, Pallars Jussà, Spania și a fost hirotonit preot în 1965. În 2010, a fost numit vicar general al eparhiei de Urgell și adjunct al reprezentantului personal de atunci al co-prințului episcopal al Andorrei, Nemesi Marqués Oste. La 20 iulie 2012 a fost învestit în funcție ca reprezentant personal.